# (4672) Takuboku
(4672) Takuboku (1988 HB) – planetoida z pasa głównego asteroid okrążająca Słońce w ciągu 5,69 lat w średniej odległości 3,18 j.a. Odkryta 17 kwietnia 1988 roku.